# Rubén Darío (metrostation)
Rubén Darío is een metrostation in het stadsdeel Salamanca van de Spaanse hoofdstad Madrid. Het station werd geopend op 26 februari 1970 en wordt bediend door lijn 5 van de metro van Madrid. Het is genoemd naar de Nicaruguaanse schrijver Rubén Darío (1867-1916)